# رینه سوسو
رینه سوسو (انگلیسی: Reine Sosso؛ زادهٔ ۱۹ مارس ۱۹۹۳) بازیکن فوتبال اهل کامرون است.
وی همچنین در تیم ملی فوتبال زنان کامرون بازی کرده‌است.